# Pierre Loutrel
Pour les articles homonymes, voir Loutrel et Pierrot le Fou (homonymie).
Pierre Loutrel, plus connu sous le surnom de « Pierrot le Fou », est un malfaiteur français né le 5 mars 1916 à Château-du-Loir (Sarthe) et mort le 11 novembre 1946 à Porcheville (Seine-et-Oise).
Il a été le premier à avoir été désigné comme « ennemi public » et l'un des meneurs du gang des Traction Avant. Particulièrement violent, alcoolique et déséquilibré, Pierre Loutrel s'est rendu coupable d'un nombre significatif de vols, d'extorsions, d'agressions et d'attaques à main armée. Il est soupçonné de onze meurtres, dont plusieurs de gendarmes et de policiers.

## Biographie

### Jeunesse et «Bat' d'Af»
Pierre Bernard Loutrel nait le 5 mars 1916 dans une famille paysanne aisée de Château-du-Loir, dans la Sarthe. À 16 ans il choisit de s'engager comme mousse sur un navire de commerce. De petite taille (1,68 m) et de faible carrure, il est néanmoins rapidement enclin à fréquenter les milieux interlopes des ports dans lesquels il fait escale. C'est ainsi que débarqué pour insubordination à Marseille, il tente vainement d'entrer dans la bande de Carbone et Spirito. Il y est arrêté en 1935 pour cambriolage et envoyé en prison. Libéré, il est contraint d'effectuer son service militaire dans les bataillons d'infanterie légère d'Afrique (« les Bat' d'Af' »). Son bataillon est basé à Foum Tataouine. Il y est confronté à d'autres voyous et soldats de carrière passés par la justice militaire mais parvient à se faire respecter. Il y fait la connaissance de Jo Attia, autre futur grand truand.

### L'Occupation
Loutrel est démobilisé en 1938. Il gagne Paris où il travaille comme garçon de café tout en se livrant à des cambriolages. En 1941, Loutrel rejoint la Gestapo française, plus particulièrement l'équipe de René Launay dit « le Grand René », basée avenue Foch, et dont la mission est de repérer les agents français travaillant pour les services britanniques. Les membres de la Gestapo française sont souvent des malfaiteurs qui se sont mis au service de l'occupant allemand et trafiquent avec la Wehrmacht, l'Abwehr et les bureaux d'achat allemands en France. Ils pourchassent les résistants et s'enrichissent en pratiquant le marché noir, l'extorsion et le vol des biens des Juifs. Là, Loutrel sympathise avec Henri Fefeu et Abel Danos, autres gangsters.  
En 1943, il rencontre Marinette Chadefaux, ancienne prostituée utilisant le pseudonyme de Jacqueline Lafferrière ou Jacky, qui devient sa maîtresse. Elle est gérante d'un bar à hôtesses, le Cocker, que Pierre Loutrel achète dans le courant de la même année, au nom de Marinette chez qui il vient d’emménager après avoir quitté un luxueux appartement de la rue Dufrenoy. 
Jusqu'en 1944, il est membre occasionnel de la « Carlingue » de Lafont. Il travaille surtout en franc-tireur, protégé par l'immunité que lui offre son appartenance à la Gestapo. Rackettant les boîtes de nuit, provoquant des bagarres, il se forge une réputation de voyou incontrôlable en se livrant à plusieurs assassinats, parfois gratuits. On le voit dans les cabarets en compagnie des actrices Ginette Leclerc et Milly Mathis. Ses accès d'éthylisme sont fréquents. On le surnomme « le Louf » ou « le Dingue ». En juin 1944, à la suite d'une tentative d'extorsion au bar Chez Adrien, au 52 rue Vavin, puis dans un autre appartenant au même propriétaire, Adrien Leveaux, rue Chaplain, l'inspecteur de police Henri Ricordeau tente d'intervenir. Il est roué de coups, enlevé et grièvement blessé par Loutrel et ses complices, qui finissent par l'abandonner en forêt de Clamart. L'inspecteur en réchappe. C'est le début de la sinistre renommée de Loutrel. La police française proteste auprès des autorités d'occupation, qui consentent à la laisser mener ses investigations. Loutrel, cependant, n'est pas arrêté.

### La Libération
Sentant le vent tourner, « Pierrot le Fou » juge opportun de rallier la Résistance. En mars 1944, il rencontre Roland Sicard, un ex-commissaire de police passé dans la clandestinité et travaillant pour le réseau de résistance Morhange et le réseau Marco-Polo. Loutrel lui transmet des informations permettant d'éliminer des agents doubles et d'éviter des arrestations. Il intègre le réseau Morhange à Toulouse en juillet 1944, sous le nom de Pierre Déricourt. 
Créé peu après l'armistice par l'adjudant-chef Marcel Taillandier, le réseau ou groupe Morhange fait partie des services secrets militaires français. Il s'agit d'une équipe d'anciens militaires de carrière à qui la direction du contre-espionnage a notamment confié la mission de liquider les espions allemands et leurs collaborateurs français dans le Sud-Ouest. Au total, 93 agents de l'Abwehr, de la Gestapo et des « traîtres » sont exécutés par le groupe. Le 11 juillet 1944, Taillandier et son adjoint Léo Hamard sont tués par les Allemands. Pierre Rous prend le commandement du réseau, qui a perdu 34 de ses membres, tués ou arrêtés. Il cherche des hommes de main et se fait présenter Loutrel. Celui-ci accomplit plusieurs missions pour le groupe, dont notamment l'exécution d'un officier allemand à la terrasse d'un café de Toulouse. Puis, avec Henri Fefeu et Raymond Naudy, il renoue avec le banditisme en pratiquant le pillage et l'extorsion au détriment d'anciens collaborateurs. Loutrel est arrêté, incarcéré à la prison Saint-Michel en octobre 1944 mais rapidement libéré. Il aurait été recruté par la Direction générale des études et recherches (DGER, service de renseignement français) qui lui aurait commandité l'assassinat en Espagne du plus gros trafiquant en France occupée, Mandel, dit Michel Szkolnikoff. Le cadavre de celui-ci fut découvert en partie calciné, en juin 1945, dans la campagne, à une trentaine de kilomètres de Madrid. Selon l'historien Jacques Delarue, il serait décédé d'une crise cardiaque à l'occasion d'une tentative d'enlèvement menée par le commissaire Robert Blémant, de la DGER, qui souhaitait le ramener en France pour qu'il y soit jugé.

### Le gang des Tractions Avant

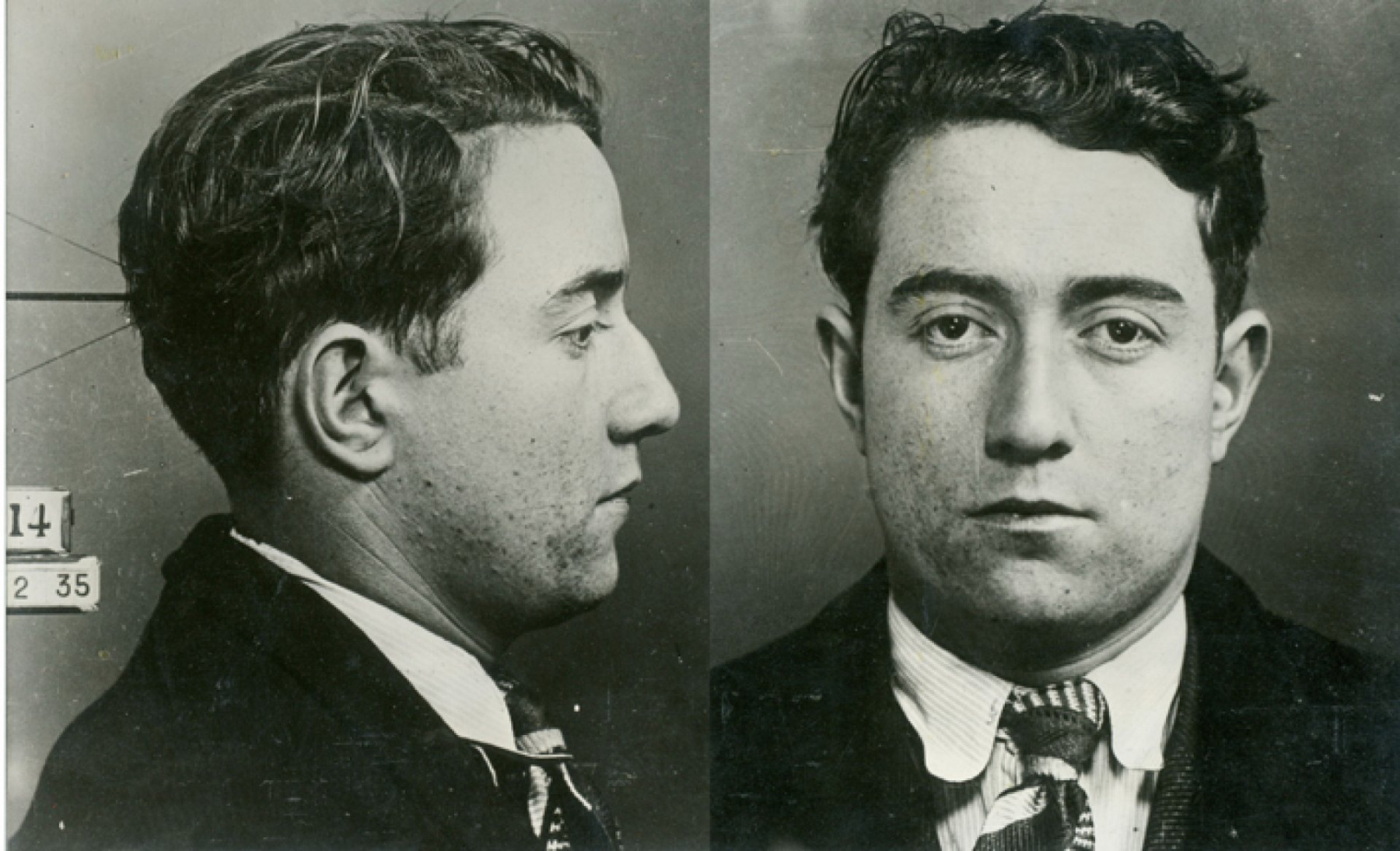
Photographie d'identité judiciaire de Pierre Loutrel en 1935.

Loutrel retourne à Paris, retrouve Jo Attia qui est rentré de sa déportation à Mauthausen. Avec Attia, Naudy, Fefeu, Georges Boucheseiche, Marcel Ruart (Ruard) et Abel Danos, il forme le célèbre gang des Tractions Avant, spécialisé dans les braquages menés à bord des fameuses Tractions Avant Citroën.
Entre février et novembre 1946, il commet une quinzaine d'attaques à main armée dans la région parisienne, sur la Côte d'Azur et en Provence, accumulant un butin impressionnant.
À la même époque, l'actrice Martine Carol dit avoir été victime d'un enlèvement puis d'une tentative de viol de la part de Pierrot le Fou. Dans des conditions mal définies, elle l'aurait rencontré dans une boîte de nuit parisienne, puis l'aurait suivi à bord de sa Delahaye ; après avoir résisté à ses avances, elle aurait été tabassée puis abandonnée en banlieue par Loutrel. Le lendemain, celui-ci lui aurait adressé une corbeille de fleurs pour s'excuser. Selon le journaliste et critique Jacques Zimmer, aucune plainte n'a jamais été déposée par l'actrice, aucun témoin des faits ne s'est manifesté et aucune trace visible de coups n'a été relevée.
Le gang des Tractions Avant échappe à la police dans des conditions rocambolesques lors du siège de Champigny.  
Le 6 novembre 1946, Loutrel est blessé durant le braquage de la bijouterie Sarafian, 36 rue Boissière à Paris. En prenant la fuite après avoir grièvement blessé le commerçant qui se défendait et assommé d'un coup de crosse son épouse, il semblerait que, fortement alcoolisé, il se soit tiré accidentellement une balle dans le bas-ventre. Cependant il n'est pas impossible que la blessure ait été causée pendant l'agression. 
Ses complices Jo Attia et Georges Boucheseiche le font hospitaliser sous un faux nom à la clinique Diderot, no 40 avenue Daumesnil, où l'on prétexte un accident de chasse. Le médecin et le chirurgien qui le soignent témoignent que sa blessure a été causée par une balle tirée de haut en bas dans le ventre. Il est opéré, mais son état demeure préoccupant.
Trois jours plus tard, déguisés en infirmiers, Attia et Boucheseiche l'extraient de la clinique pour le conduire chez un complice nommé Jules Courtois, à Porcheville où il succombe à ses blessures. Ses complices l'enterrent sur une île de la Seine près de Limay, en face de Porcheville. Trois ans plus tard, en mai 1949, la police interpelle Courtois. Celui-ci finit par avouer que Loutrel est mort le 10 novembre 1946 et enterré dans l'île de Gillier. Les policiers exhument son corps le 7 mai. Ce n'est que le 1er juillet 1951 que le tribunal de Mantes rend un jugement définitif de décès.
Sa maîtresse Marinette Chadefaux disparaît peu de temps après sa mort. Selon Roger Borniche, elle aurait été assassinée par Boucheseiche et Attia qu'elle rendait responsables de la mort de Loutrel et qu'elle menaçait de dénoncer.
La légende de Pierrot le Fou survit plusieurs années après sa mort. Jusqu'en 1949, la police et la presse lui attribuent plusieurs vols à main armée. Le surnom de « Pierrot le Fou no 2 » désigna un autre malfaiteur nommé Pierre Carrot, qui est arrêté et condamné en 1954.

## Dans la culture

### Cinéma
- Le personnage et l'histoire de Pierre Morelli et de sa maîtresse Jacky, dans le film Les Amants maudits (1952) de Willy Rozier, sont lointainement inspirés de ceux de Pierre Loutrel.
- Quant au film Pierrot le Fou (1965) de Jean-Luc Godard, il n'a que peu à voir avec celui qui a donné son nom au film.
- Pierre Loutrel est interprété par l'acteur Alain Delon (sous le nom de Robert « le Dingue ») dans le film Le Gang (1977) de Jacques Deray, d'après Roger Borniche.
- Son personnage est brièvement interprété par Cédric Appietto dans le film Madame Claude (2021) de Sylvie Verheyde.

### Bande dessinée historique
- Gaël Séjourné et Rodolphe, À la vie à la mort !, série en trois tomes, Soleil Productions, 2017-2018